# 歐文·奧塔索維
歐文·奧塔索維（英語：Ebeguowen "Owen" Otasowie；2001年1月6日—），美國職業足球員，司職中場，現效力於比甲球會布魯日。

## 俱樂部生涯
奧塔索維出自狼隊青訓，他在2019年12月12日主場4-0戰勝贝西克塔什的歐聯杯小組賽上演了一線隊首秀。
狼隊官方宣佈，歐文·奧塔索維和球隊簽訂了一份新的為期2年半的合約。奧塔索維將至少在狼隊待到2022年夏天，而狼隊有一年的優先續約權。
在英超聯賽，狼隊主場2-1戰勝了切爾西，奧塔索維在比賽下半場開始前替補出場換下林德·，他在66分鐘助攻丹尼爾·波登塞扳平比分。這是奧塔索維個人在英超聯賽的首秀，也是他在狼隊一線隊的第二次出場。

## 國家隊生涯
在美國與威爾斯的友誼賽中，歐文·奧塔索維在第87分鐘替補登場，上演了國家隊首秀。

## 外部連結
- 足球数据库：歐文·奧塔索維的球员统计数据